# Liste der höchsten Bauwerke in Karlsruhe
Die Liste der höchsten Bauwerke in Karlsruhe enthält alle Bauwerke (etwa Hochhäuser, Kirchengebäude, Kamine oder Funktürme), die in Karlsruhe stehen oder standen und eine Höhe von 75 Metern erreichen.
| Name                                                         | Typ                    | Baujahr | Höhe     | Koordinaten                    | Bemerkungen                                                                                                  |
| ------------------------------------------------------------ | ---------------------- | ------- | -------- | ------------------------------ | --- |
| Kamin des Blocks 7 am Rheinhafen-Dampfkraftwerk Karlsruhe    | Kamin                  | 1985    | 233 m    | 49° 0′ 41,1″ N, 8° 18′ 14,4″ O | |
| Kamin des Blocks 8 am Rheinhafen-Dampfkraftwerk              | Kamin                  | 2008    | 230 m    | 49° 0′ 45,9″ N, 8° 18′ 31″ O   | |
| Kamin der Blöcke 5 und 6 des Rheinhafen-Dampfkraftwerks      | Kamin                  |         | 210 m    | 49° 0′ 45,3″ N, 8° 18′ 7,2″ O  | |
| Hauptkamin der MiRO-Raffinerie Karlsruhe                     | Kamin                  |         | 210 m    | 49° 3′ 33,5″ N, 8° 19′ 47,2″ O | |
| Großer Kamin im Werksteil Ost der MiRO-Raffinerie            | Kamin                  |         | 180 m    | 49° 3′ 10,8″ N, 8° 20′ 47,7″ O | |
| MiRO-Raffinerie, 150-Meter-Kamin West                        | Kamin                  |         | 150 m    | 49° 3′ 39,1″ N, 8° 19′ 26″ O   | |
| MiRO-Raffinerie, westlicher 150-Meter-Kamin im Werksteil Ost | Kamin                  |         | 150 m    | 49° 3′ 14,7″ N, 8° 20′ 33,5″ O | |
| MiRO-Raffinerie, östlicher 150-Meter-Kamin im Werksteil Ost  | Gebäude mit Kamin      |         | 150 m    | 49° 3′ 12,3″ N, 8° 20′ 39,7″ O | |
| Großer Kamin der Stora-Enso Papierfabrik Maxau               | Kamin                  |         | 146 m    | 49° 2′ 26″ N, 8° 18′ 44,9″ O   | Rückbau erfolgt aktuell (2019)                                                                               |
| Fernmeldeturm Grünwettersbach                                | Sendeturm (Stahlbeton) | 1968    | 144 m    | 48° 57′ 24,2″ N, 8° 27′ 6,5″ O | |
| Heizkraftwerk West                                           | Gebäude mit Kamin      |         | 140 m    | 49° 0′ 50,8″ N, 8° 20′ 51,8″ O | |
| MiRO-Raffinerie, 125-Meter-Kamin                             | Kamin                  |         | 125 m    | 49° 3′ 23,9″ N, 8° 19′ 49,3″ O | |
| Windkraftanlage Fuhrländer FL MD/77                          | Windkraftanlage        |         | 123,50 m | 49° 1′ 16,8″ N, 8° 19′ 54,2″ O | Auf der ehemaligen Mülldeponie West. Leistung: 1500 kW Nabenhöhe: 85 m Rotordurchmesser: 77 m                |
| Kesselhaus Block 8 des Rheinhafen-Dampfkraftwerks            | Kesselhaus             |         | 120 m    | 49° 0′ 48,6″ N, 8° 18′ 27,5″ O | |
| Kesselhaus Block 7 des Rheinhafen-Dampfkraftwerks            | Kesselhaus             |         | 100 m    | 49° 0′ 42,5″ N, 8° 18′ 9,1″ O  | Über 100 Meter hoch nach Auskunft der EnBW                                                                   |
| Windkraftanlage Seewind 52-750-74                            | Windkraftanlage        | 2000    | 99,90 m  | 49° 1′ 13,3″ N, 8° 20′ 10,4″ O | Auf der ehemaligen Mülldeponie West. Leistung: 750 kW Baujahr: 2000 Nabenhöhe: 73,9 m Rotordurchmesser: 52 m |
| MiRO-Raffinerie, 95-Meter-Kamin                              | Kamin                  |         | 95 m     | 49° 3′ 31,1″ N, 8° 19′ 33,5″ O | |
| Windkraftanlage Seewind 52-750-65                            | Windkraftanlage        | 1999    | 91 m     | 49° 1′ 11,4″ N, 8° 19′ 58,2″ O | Auf der ehemaligen Mülldeponie West. Leistung: 750 kW Baujahr: 1999 Nabenhöhe: 65 m Rotordurchmesser: 52 m   |
| St. Bernhard                                                 | Kirchturm              | 1901    | 87,90 m  | 49° 0′ 31,9″ N, 8° 25′ 11,9″ O | |
| Flugaschesilo Block 8 des Rheinhafen-Dampfkraftwerks         | Silo                   |         | 85 m     | 49° 0′ 43,5″ N, 8° 18′ 32,3″ O | Knapp 85 Meter hoch nach Auskunft der EnBW                                                                   |
| Verwaltungsgebäude der LVA Baden                             | Hochhaus               | 1962    | 82 m     | 49° 0′ 15,6″ N, 8° 22′ 46,7″ O | Höchstes Hochhaus in Karlsruhe                                                                               |
| Elfmorgenbruchturm                                           | Sendeturm (Stahlbeton) |         | 80 m     | 49° 0′ 56,2″ N, 8° 27′ 17,9″ O | |
| Kühlturm Block 8 des Rheinhafen-Dampfkraftwerks              | Kühlturm               |         | 80 m     | 49° 0′ 48,6″ N, 8° 18′ 19″ O   | |